# Steelheart (album)
Steelheart è il primo album in studio del gruppo musicale statunitense Steelheart, pubblicato nel maggio 1990 dalla MCA Records.

## Il disco
L'album ottenne rapido successo commerciale, vendendo nel solo Giappone circa 33 000 copie durante il primo giorno d'uscita.
Negli Stati Uniti ha raggiunto la top 40 della classifica Billboard 200 ed è stato certificato disco d'oro dalla RIAA.
Inizialmente pubblicato nel 1990, l'album è stato in seguito ristampato con una nuova copertina nel 1991.
Il Bruce Dickinson che ha co-prodotto l'album è un produttore statunitense, da non confondere con l'omonimo cantante degli Iron Maiden.

## Tracce
1. Love Ain't Easy – 3:41 (Michael Matijevic, James Ward)
2. Can't Stop Me Lovin' You – 5:06 (Matijevic)
3. Like Never Before – 4:45 (Matijevic, Ward)
4. I'll Never Let You Go – 5:06 (Matijevic)
5. Everybody Loves Eileen – 6:20 (Matijevic, Ward)
6. Sheila – 7:40 (Ward)
7. Gimme Gimme – 5:23 (Matijevic, Ward)
8. Rock 'N Roll (I Just Wanna) – 4:10 (Matijevic, Ward)
9. She's Gone – 6:35 (Matijevic)
10. Down n' Dirty – 6:42 (Matijevic, Ward)

## Formazione
- Michael Matijevic – voce
- Chris Risola – chitarra solista
- Frank DiCostanzo – chitarra ritmica
- James Ward – basso
- John Fowler – batteria

Altri musicisti
- Jai Winding – pianoforte in She's Gone
- Yazid Khan – violino
- Zael Ahmad – cori